# Hrvatska liga (košarka) 1987./88.
Hrvatska liga bila je 3. razred jugoslavenskih košarkaških natjecanja u toj sezoni.

## Ljestvica
| poz | klub                           | ut | pob | por | koševi    | bod |
| --- | ------------------------------ | -- | --- | --- | --------- | --- |
| 1.  | Slavonka Osijek                | 22 | 19  | 3   | 2252:1845 | 41  |
| 2.  | Jugoturbina Karlovac           | 22 | 14  | 8   | 2038:1933 | 36  |
| 3.  | Oriolik Jasinje Slavonski Brod | 22 | 12  | 10  | 1899:1918 | 34  |
| 4.  | Dalvin Split                   | 22 | 11  | 11  | 2001:1941 | 33  |
| 5.  | Mladost Zagreb                 | 22 | 11  | 11  | 1875:1927 | 33  |
| 6.  | Omiš                           | 22 | 10  | 12  | 2053:2062 | 32  |
| 7.  | Borik Santurist Zadar          | 22 | 10  | 12  | 1880:1909 | 32  |
| 8.  | Alkar Sinj                     | 22 | 10  | 12  | 1848:1878 | 32  |
| 9.  | Solin                          | 22 | 10  | 12  | 1839:1900 | 32  |
| 10. | Lokomotiva Zagreb              | 22 | 9   | 13  | 1897:1955 | 31  |
| 11. | Dinamo Vinkovci                | 22 | 9   | 13  | 1860:1926 | 31  |
| 12. | Kraljevica                     | 22 | 7   | 15  | 1859:2017 | 29  |

## Rezultati
KK Slavonka Osijek - Borik Sunturist      124 - 88    ( 65-36 )
KK Slavonka Osijek: Hrgović 4 (2-2), Žerajić 18 (6-6), Jocić 16 (6-7)    						
Terzić 6 (2-4), Vučinić, Dr.Dogan 13 (5-5), Kahvedžić 17 (5-5), 						
Andrić, (0-1), Da.Dogan 34 (1-3), Kulić 16 (0-2)						
Borik Sunturist: Meštrović 21 (5-7), Mičić 8 (1-3), Bilandžić 7 (1-2),						
Franov 6, Da.Mujagić, De.Mujagić 25 (9-10), Ćurguz 2 (2-4), 						
Gregov 7 (5-6), Babić (0-2), Perišić 8 (4-4).						

KK Slavonka Osijek - Kraljevica      117 - 91    ( 52-41 )
KK Slavonka Osijek: Hrgović 31 (1-1), Marković, Žerajić 8, Jocić 8    						
Petrović, Vučinić, Dr.Dogan 17 (1-1), Kahvedžić 26 (2-2), 						
Da.Dogan 21, Kulić 6 (2-3)						
Kraljevica: I.Radović 4, Lučin, Janko, Čandrlić 8 (2-2), 						
Strenja 19 (3-4), Đurić 21 (3-3), Nj.Radović 20 (1-2), Klječanin 19 (5-6)						

KK Slavonka Osijek - Alkar Sinj      115 - 91    ( 54-35 )
KK Slavonka Osijek: Hrgović 6, Marković 2, Žerajić 8 (2-2), Jocić 22    						
Andrić, Vučinić 40, Dr.Dogan 10, Kahvedžić 22, Petrović, Kulić 5. 						
Alkar Sinj: Z.Pavić 13 (2-4), M.Pavić 22 (4-5), Zukanović,  						
Librenjak 12, Jelović 22, Boban 22 (0-2), Nikolić (0-1), Šepček,						

Jugoturbina Karlovac - KK Slavonka Osijek    98 - 95 ( 53-39 )
Jugoturbina Karlovac: Bodružić 7, Grbić, Mijović, Cetinja 27 (7-9), 						
Pavlinić 13 (1-2), Muža, Rakarić, Vučenić 2, Berak 25 (4-8), 						
Jaumin 16 (8-8).						
KK Slavonka Osijek: Hrgović 10, Andrić, Kadoić, Jocić 22 (0-1),    						
Terzić (0-2), Vučinić 6, Dr.Dogan 12 (2-4), Kahvedžić 13 (5-6),  						
Da.Dogan 23 (5-6), Kulić 9 (3-4).						

KK Slavonka Osijek - Omiš      125 - 74    ( 54-51 )
KK Slavonka Osijek: Hrgović 24 (2-5), Marković 8 (2-2), Žerajić 5 (1-2),     						
Jocić 7, Terzić 2, Vučinić 25 (4-4), Dr.Dogan 10, Kahvedžić 12, 						
Da.Dogan 32 (5-7), Kulić.						
Omiš:  Abram 4, Samodol, Kekez 14 (2-4), Šimić 12, Nenadić 14 (2-2), 						
Bičanić, Pešić 21 (7-9), Rudan 6, Kuvačić 3, Kaštelan.						

Alkar Sinj - KK Slavonka Osijek     71 - 89    ( 40-45 )
Alkar Sinj: Z.Pavić 3 (3-6), M.Pavić 14 (2-2), Zukanović,  						
Librenjak, Jelović 16 (2-4), Nikolić, Boban 6 (2-2), Čović 23 (3-5)						
Vrcan, Bratić 9 (3-4).						
KK Slavonka Osijek: Hrgović 23 (3-6),Andrić, Žerajić 4 (0-1),     						
Jocić 20 (2-2), Kadoić, Vučinić 9, Dr.Dogan 7 (1-2), Kahvedžić 13 (3-5),  						
Da.Dogan 10 (2-3), Kulić 3.						

KK Slavonka Osijek - Oriolik Jasinje Sl.Brod   103 - 75    ( 51-35 )
KK Slavonka Osijek: Hrgović 14 (2-2), Marković, Žerajić 5 (3-4), Jocić 16,    						
Terzić 3 (1-2), Vučinić 2, Dr.Dogan 20 (2-2), Kahvedžić 9 (3-6), 						
Da.Dogan 16 (0-1), Kulić 18 (4-7).						
Oriolik Jasinje Sl.Brod: Ćuk 19 (7-7), Maglica 4, Kalaica 9 (3-4), 						
Kardum 13 (2-2), Šego, Radunić 15, Jovanović 2, Mamić, Barbir 12,						
Čeliković 1 (1-2)						

Dinamo Vinkovci - KK Slavonka Osijek     77 - 90    ( 45-43 )
Dinamo Vinkovci: Pajkanović 4, Lozančić 14 (2-2), Cota 6 (0-1),						
Racanović, Pamučina 9, Leko 24 (2-4), Mandić, Sivrić, Bošnjak, 						
Ilić 16 (2-2).						
KK Slavonka Osijek: Hrgović 28 (2-3), Andrić, Žerajić 8, Jocić 3.     						
Kadoić, Vučinić 7 (1-2), Dr.Dogan 8 (2-2), Kahvedžić 2 (2-3),  						
Da.Dogan 23 (2-3), Kulić 11.						

KK Slavonka Osijek - Mladost Zagreb         101 - 69    ( 40-24 )
KK Slavonka Osijek: Hrgović 9 (3-7), Andrić, Žerajić 7 (3-4),     						
Jocić 24 (3-4), Terzić  (0-1), Vučinić 6 (2-4), Dr.Dogan 4 (2-2),  						
Kahvedžić 15 (2-3), Da.Dogan 36 (9-9), Kulić.						
Mladost Zagreb: Pleslić 12, Sučević 3 (1-1), Vlajić 18 (3-5), Klanfar 8, 						
Lukačić 18 (2-3), Medić 4 (0-1), Balog 4 (2-4), Petrić 2, Kumanović.						

KK Slavonka Osijek - Lokomotiva Zagreb         127 - 80    ( 56-37 )
KK Slavonka Osijek: Hrgović 37 (13-16), Andrić 2 (0-1), Žerajić 6 (2-4),     						
Jocić 14, Kadoić, Vučinić 6 (2-2), Dr.Dogan, Kahvedžić 27  						
Da.Dogan 18 (2-3), Kulić 17 (3-4).						
Lokomotiva Zagreb: Đerzić 14 (7-7), Belamarić 5 (3-4), Vuksanić (0-1),						
Musić 10 (2-2), Ostojić 7 (1-3), Savović 7 (1-2), Zagorac 5 (3-4), 						
Deak 17 (8-11), Hosman 12 (2-2), Avramović 3.						

Dalvin Split - KK Slavonka Osijek     107 - 97    ( 55-45 )
Dalvin Split: Delić 6 (2-2), Dadić 15, Gabelić 4 (2-2), Radović 29 (5-6)						
Stegić 12, Frančić, Cambi 30 (13-15), Dumanić, Glavurdić						
Josipović 11 (3-3).						
KK Slavonka Osijek: Hrgović 24 (6-8), Petrović (0-1), Žerajić 12 (2-2),     						
Jocić 7 (7-8), Terzić, Vučinić 4, Dr.Dogan 19 (3-4), Kahvedžić 4 (2-3),  						
Da.Dogan 29.						

Borik Sunturist - KK Slavonka Osijek      86 - 98    ( 44-58 )
Borik Sunturist: Meštrović 4 (4-4), Mičić 15 (3-4), Bilandžić 2,						
Da.Mujagić, Babić 11 (1-1), De.Mujagić 7 (2-4), Ćurguz, Pokrajac 40 (4-7), 						
Gregov 7 (2-4), Perišić.						
KK Slavonka Osijek: Hrgović 32 (8-10), Marković 2 (2-2), Žerajić 1 (1-2),     						
Jocić, Terzić, Vučinić 2 (0-1), Dr.Dogan 19 (5-7), Kahvedžić 22 (0-1), 						
Da.Dogan 17 (1-2), Kulić 3 (1-2)						

Omiš - KK Slavonka Osijek      102 - 103    ( 48-60 )
Omiš:  M.Pešić 13 (0-2), Perišić 14, Kekez 17 (6-6), Samodol, 						
Nenadić 17 (2-4), Kalajdžić 8 (2-2), Mi.Pešić 6, Simić, Rudan 14 (6-6), 						
Bilanović 12.						
KK Slavonka Osijek: Hrgović 32 (6-9), Marković, Žerajić 23 (5-6),     						
Jocić 8 (2-2), Andrić, Vučinić 21 (5-9), Dr.Dogan 7 (1-2), Petrović,  						
Da.Dogan 12 (3-5), Kulić.						

KK Slavonka Osijek - Jugoturbina Karlovac   112 - 86    ( 47-38 )
KK Slavonka Osijek: Hrgović 16 (2-6), Marković, Žerajić 6 (2-2),     						
Jocić 20 (2-4), Kadoić 2,  Vučinić 11 (1-4), Dr.Dogan 6 (2-2),   						
Kahvedžić 23 (3-4), Da.Dogan 26 (5-6), Kulić 2.						
Jugoturbina Karlovac: Bodružić 8 (0-1), Mijović 7 (1-1), Cetinja 13  (1-2), 						
Pavlinić 12 (2-5), Rakarić 2, Vučenić 10 (6-8), Berak 17 (6-10), 						
Jaumin 17 (7-9).						

Kraljevica - KK Slavonka Osijek -      82 - 110    ( 50-52 )
Kraljevica: Radović 9, Janko, Lučin 7, Maslak 14 (2-2), Čandrlić 14 (1-2), 						
Strenja 2, Đurić 35 (7-9), Simić 4, Brnin.						
KK Slavonka Osijek: Hrgović 30 (6-7), Andrić, Žerajić 19 (1-1),     						
Jocić 16 (4-4), Kadoić, Vučinić 9 (1-2), Kahvedžić 24 (2-2), 						
Dogan 12, Sušac.						

Mladost Zagreb - KK Slavonka Osijek     66 - 89    ( 35-46 )
Mladost Zagreb: Fiolić 2, Pleslić 2, Sučević 5 (3-6), Vlajić 12 (2-3),  
Klanfar, Lukačić 8 (4-5), Medić 3, Balog 5 (1-2), Petrić 14 (2-2), 
Kumanović 15 (0-1).
KK Slavonka Osijek: Hrgović 14, Žerajić 12 (2-2), Jocić 8 (2-2)     
Terzić, Vučinić 12, Dr.Dogan 12 (4-5), Kahvedžić 9 (1-2), Marković, 
Da.Dogan 17 (4-5), Kulić 5.

KK Slavonka Osijek - Dalvin Split -      100 - 88    ( 43-51 )

KK Slavonka Osijek: Hrgović 23 (7-9), Andrić 2, Žerajić 10 (4-4),     
Jocić 6 (2-2), Terzić, Vučinić 13 (3-3), Dr.Dogan 4 (0-2),  
Kahvedžić 4, Da.Dogan 34 (2-2) Kulić 4 (0-1).
Dalvin Split: Delač, Dadić 10 (4-5), Radović 18 (1-2)
Stegić 18 (6-11), Perić 2, Cambi 7 (4-7), Dumanić 14 (1-2), Vujina 7,
Josipović 12 (6-8).

KK Slavonka Osijek - Solin              106 - 71    ( 48-36 )

KK Slavonka Osijek: Hrgović 8 (2-2), Marković, Žerajić 19 (1-2),     
Petrović, Sušac, Vučinić 15 (2-2), Dr.Dogan 15 (3-4),  
Kahvedžić 17 (1-3), Da.Dogan 32 (4-5), Kulić.
Solin: Lučin 12 (8-13), Kustura, Karaman 7, Katić 8, Sapunar 17 (1-2),
Ilović, Marin 12 (2-5), Pleština 15. 

Lokomotiva Zagreb - KK Slavonka Osijek           85 - 95    ( 49-50 )
Lokomotiva Zagreb: Đerzić 10, Posavec 4 (0-1), Šafarek, 
Musić 16 (8-8), Ostojić 23 (5-8), Savović, Zagorac, Deak 19 (6-9),
Hosman 13 (3-4), Avramović .
KK Slavonka Osijek: Hrgović 20 (4-4), Andrić, Žerajić 4 (2-3),     
Jocić 7 (3-4), Petrović, Vučinić 13 (3-4), Dr.Dogan 10 (2-2),   
Kahvedžić 14 (4-5), Da.Dogan 23 (2-4), Kulić 4.

Dinamo Vinkovci - KK Slavonka Osijek    97 - 83    ( 50-31 )
KK Slavonka Osijek: Hrgović 26 (2-3), Andrić, Žerajić 26 (2-4),.     
Jocić 15 (0-2), Kadoić, Vučinić 6 (2-2), Dr.Dogan 6 (2-2),   
Kahvedžić 18, Petrović.
Dinamo Vinkovci: Pajkanović, Lozančić 21 (1-4), Cota,
Ilić 21 (4-5), Prpa, Pamučina 15 (1-2), Leko 8 (3-5),Racanović,   
Šobačić 18 (6-9), Sivrić.